# Уманц (општина)
Уманц (њем. Ummanz) општина је у њемачкој савезној држави Мекленбург-Западна Померанија. Једно је од 42 општинска средишта округа Риген. Према процјени из 2010. у општини је живјело 655 становника. Посједује регионалну шифру (AGS) 13061042.

## Географски и демографски подаци
Уманц се налази у савезној држави Мекленбург-Западна Померанија у округу Риген. Општина се налази на надморској висини од 1–12 метара. Површина општине износи 42,8 km². У самом мјесту је, према процјени из 2010. године, живјело 655 становника. Просјечна густина становништва износи 15 становника/km².